# Drasland

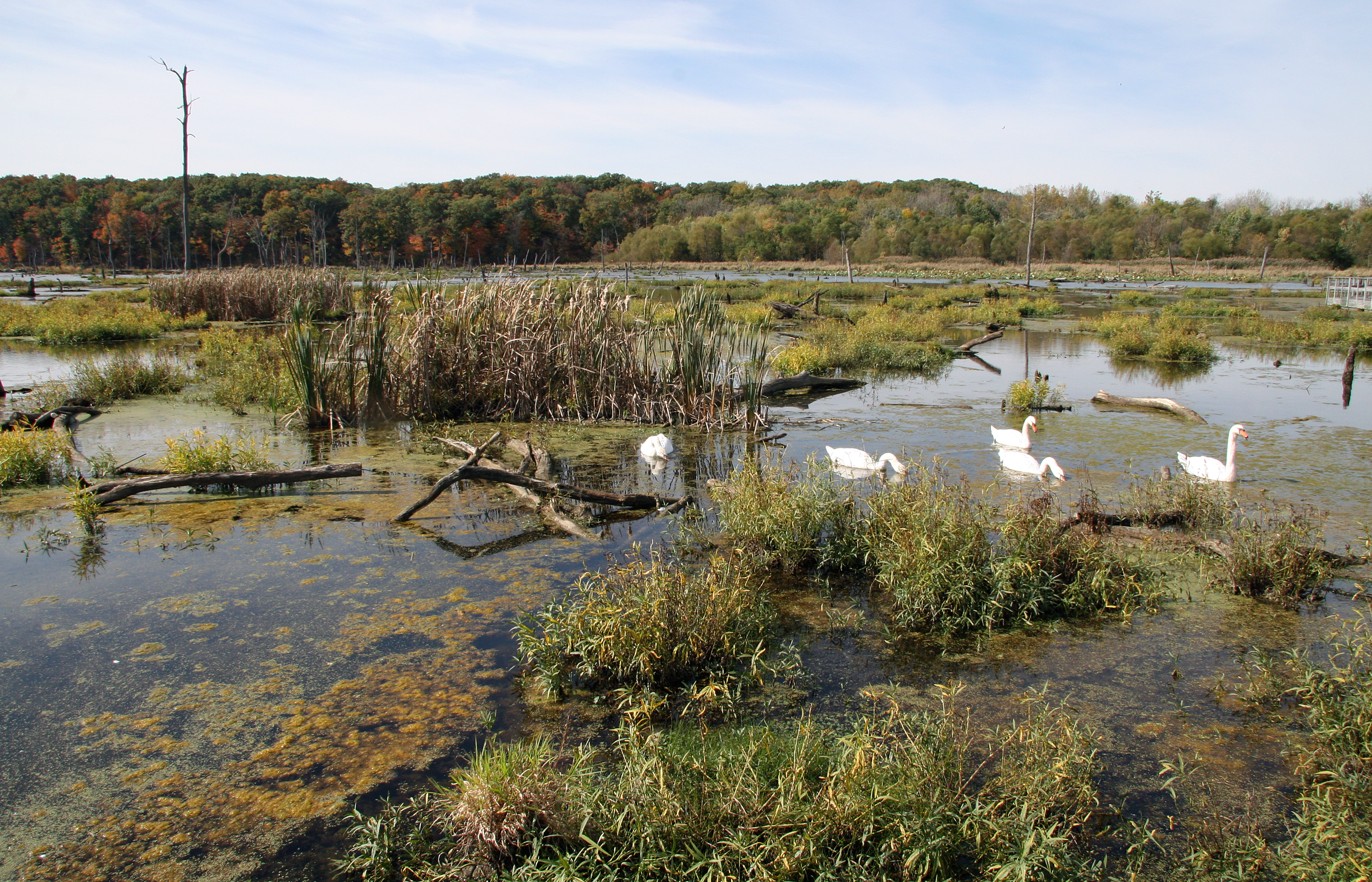
In Illinois

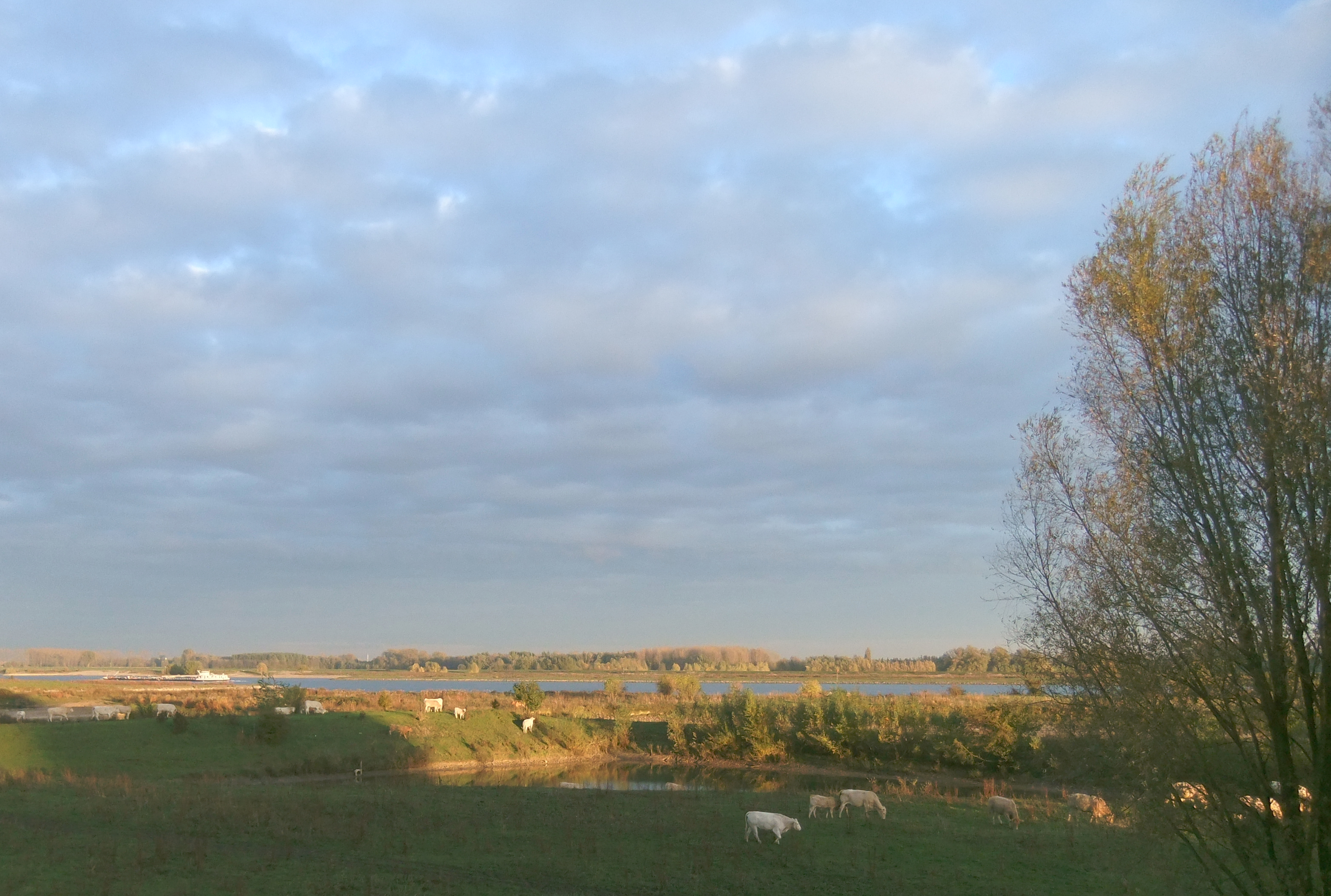
Drasland Passewaaij in Tiel

Drasland is land dat permanent door water is verzadigd of tijdelijk is verzadigd door bijvoorbeeld opkomend water. Het is dus een gebied op de grens tussen landelijk en waterrijk gebied, gebied dat zeer verschillend doch zeer afhankelijk is van beide. Drasland vertoont hierdoor een karakteristieke vegetatie, een zeer grote biodiversiteit, aangepast aan deze wisselende omstandigheden. Het gebied dient veelal in de eerste plaats als opslag voor overtollig water. Bij overstroming neemt het gebied het teveel aan water op en bij droogte geeft het dat water af en bewaart zo het natuurlijk evenwicht. Een drasland verschilt van een moeras, dat meestal alleen zeer drassige grond betreft, terwijl een drasland een afwisseling van droog en nat kan zijn. De Waddenzee in Nederland is een voorbeeld van een drasland. Vroeger bestond Nederland veelal uit veen. Het grootste draslandgebied in de wereld is Pantanal, in Zuid-Amerika voor het grootste deel in Brazilië.
Door de vele soorten biotopen vlak bij elkaar is er een breed scala aan leven, wat onder andere weer veel vogels en roofdieren aantrekt. Draslanden worden wereldwijd veel beschermd onder de Conventie van Ramsar en de Afrikaans-Euraziatische overeenkomst over watervogels.

## Draslanden in de wereld
Men kan grote draslanden aantreffen in de volgende gebieden:
- Centraal-Afrika
- Florida
- Hudsonbaai in Canada
- Oceanië, op de eilanden
- Pantanal
- Paramaribo-zwampbos
- Rusland, noorden
- Waddenzee
- Winnipegmeer in Noord-Amerika

## Overeenkomstige vormen
Er zijn vormen van landschap die op drasland lijken of daar onder kunnen worden gerekend. Dat zijn onder andere moeras en kwelders. Een moeras is een drasland, waarin de kruidachtige plantensoorten meer voorkomen dan de houtachtige plantensoorten. Een broekbos is bos waarvan grote delen vaak helemaal onder water staan. De boomlaag heeft zich erin beter dan de kruidlaag ontwikkeld. Plas-dras is land waar de waterstand even hoog staat als het oppervlak van het land. Het gaat meestal om grasland.